# Nicky, Ricky, Dicky & Dawn
Nicky, Ricky, Dicky & Dawn là chương trình của Mỹ sản xuất bởi Nickelodeon.Tại Việt Nam, bộ phim được phát sóng dưới tên Nicky, Ricky, Dicky và Dawn.

## Cốt truyện
Chương trình tập trung vào những đứa trẻ từ 10 đến 11 tuổi, quadruplets, Nicky, Ricky, Dicky, và Dawn Harper. Chúng không có điểm chung, thường hay đánh nhau, tuy nhiên chúng phải hợp tác cùng nhau để giải quyết vấn đề.

## Nhân vật
- Tom (Brian Stepanek) là người bố rất yêu thương con mình.
- Anne (Allison Munn) là người mẹ.
- Nicky (Aidan Gallagher) là thành viên nhỏ nhất trong gia đình.
- Ricky (Casey Simpson) là anh hai trong gia đình.
- Dicky (Mace Coronel) là thành viên quậy nhất trong gia đình
- Dawn (Lizzy Greene) là chị cả của gia đình
- Josie (Gabrielle Elyse) là nhân viên tại cửa hàng thể thao của Tom

## Số tập
List of Nicky, Ricky, Dicky & Dawn episodes

## Sản xuất
Chương trình ban đầu được sản xuất 13 tập vào ngày 13 tháng 3 năm 2014, nhưng sau đó được nâng lên 20 tập. Chương trình chiếu vào ngày 13 tháng 9 năm 2014.
Ngày 18 tháng 11 năm 2014, được sản xuất phần 2. Phần 2 chiếu vào ngày 23 tháng 5 năm 2015.
Ngày 9 tháng 2 năm 2016, Nickelodeon tiếp tục cho Nicky, Ricky, Dicky & Dawn sản xuất phần 3 với 14 tập. Matt Fleckenstein được khẳng định bị rời xuống vị trí quản lý lịch chiếu chương trình. Diễn viên Lizzy Greene công bố trên Twitter công bố quá trình sản xuất phần 3 bắt đầu vào ngày 26 tháng 4 năm 2016.

## Giải thưởng và đề cử
| Năm  | Giải thưởng                     | Hạng mục                                      | Kết quả |
| ---- | ------------------------------- | --------------------------------------------- | ------- |
| 2015 | Nickelodeon Kids' Choice Awards | Chương trình truyền hình được yêu thích nhất  | Đề cử   |
| 2015 | Nickelodeon Kids' Choice Awards | Nữ diễn viên được yêu thích nhất/Lizzy Greene | Đề cử   |